# Motown Junk
Motown Junk è un singolo del gruppo musicale gallese Manic Street Preachers, pubblicato nel 1991.

## Tracce

### CD
1. Motown Junk
2. Sorrow 16
3. We Her Majesty's Prisoners

### 12" Vinile
Side A
1. Motown Junk

Side B
1. Sorrow 16
2. We Her Majesty's Prisoners

### 7" Vinile
Side A
1. Motown Junk

Side B
1. Sorrow 16